# Профитис-Илиас (гора, Пелопоннес)
Профи́тис-Или́ас (греч. Προφήτης Ηλίας — «Пророк Илия»), также А́йос-Или́ас, А́гиос-Эли́ас (Άγιος Ηλίας) — гора на юге Греции, высотой 2407 м над уровнем моря (по другим данным 2404 м), высочайшая вершина полуострова Пелопоннес. Расположена на юге Пелопоннеса, в массиве Тайгет, на границе исторических областей Месиния и Лакония, современных периферийных единиц Месиния и Лакония в периферии Пелопоннес, в 8,5 км к востоку от деревни Хора-Гайцон (Χώρα Γαϊτσών) и в 15 км к югу от города Спарта.
Подняться на гору можно из деревень Палеопанайия (Παλαιοπαναγιά) и Мистрас.